# Childhood's End (album)
Childhood's End è un album di cover del gruppo musicale norvegese Ulver, pubblicato nel 2012.

## Tracce
1. Bracelets of Fingers (The Pretty Things) – 4:12 (Dick Taylor, Phil May, Wally Walter)
2. Everybody's Been Burned (The Byrds) – 3:25 (David Crosby)
3. The Trap (Bonniwell's Music Machine) – 2:33 (Sam Bonniwell)
4. In the Past (We the People) – 2:54 (Wayne Proctor)
5. Today (Jefferson Airplane) – 3:20 (Marty Balin, Paul Kantner)
6. Can You Travel in the Dark Alone? (Gandalf) – 4:02 (Peter Sando)
7. I Had Too Much to Dream (Last Night) (The Electric Prunes) – 2:54 (Annette Tucker, Nancie Mantz)
8. Street Song (The 13th Floor Elevators) – 5:14 (Stacy Sutherland)
9. 66-5-4-3-2-1 (The Troggs) – 3:23 (Reg Presley)
10. Dark Is the Bark (The Left Banke) – 4:03 (George Cameron, Steve Martin Caro, Tom Finn)
11. Magic Hollow (The Beau Brummels) – 3:15 (Ron Elliott, Sal Valentino)
12. Soon There'll Be Thunder (Common People) – 2:27 (Denny, Jerrald Robinett)
13. Velvet Sunsets (Music Emporium) – 2:44 (William Cosby, Thom Wade)
14. Lament of the Astral Cowboy (Curt Boettcher) – 2:14 (Curt Boettcher)
15. I Can See the Light (The Fleur de Lys) – 3:14 (Bryn Haworth, Gordon Haskell)
16. Where Is Yesterday (The United States of America) – 3:58 (Dorothy Moskowitz, Ed Bogas, Gordon Marron)

## Formazione
- Kristoffer Rygg - voce
- Tore Ylwizaker - tastiere
- Jørn H. Sværen - strumenti vari
- Daniel O'Sullivan - chitarra, basso, tastiere
- Tomas Pettersen, Lars Pettersen - batteria